# Giovanny Camacho
Geovanny Francisco Camacho (15 de diciembre de 1984) es un futbolista ecuatoriano, que juega como arquero en el Manta Futbol Club de la serie B del fútbol ecuatoriano.

## Trayectoria
Debutó en el 2000 en el Rocafuerte FC, donde jugó hasta el 2001. Desde el 2002-2005 y 2006 ha jugado en Barcelona Sporting Club. En el 2005 brindio sus servicios al Santa Rita de Vinces.

## Clubes
| Club                    | País    | Año           |
| ----------------------- | ------- | ------------- |
| Rocafuerte FC           | Ecuador | 2000-2001     |
| Barcelona Sporting Club | Ecuador | 2002-2005     |
| Santa Rita de Vinces    | Ecuador | 2005          |
| Barcelona Sporting Club | Ecuador | 2006-2010     |
| Macará                  | Ecuador | 2010          |
| Técnico Universitario   | Ecuador | 2010          |
| Olmedo                  | Ecuador | 2011-2012     |
| Deportivo Quevedo       | Ecuador | 2013          |
| Manta Fútbol Club       | Ecuador | 2014-presente |

- Datos: Q5880202